# Đảo chắn Bắc Frisia
Đảo chắn Bắc Frisia (tiếng Đức: Nordfriesische Außensände, tạm dịch: "các bãi cát phía ngoài thuộc Bắc Frisia") là một nhóm gồm ba bãi cát cạn nước trong biển Wadden (đông nam biển Bắc).

## Địa lý
Đảo chắn Bắc Frisia gồm ba bãi cát trên thủy triều với tên gọi là Japsand, Norderoogsand và Süderoogsand. Ba bãi này nằm về phía tây Halligen - một nhóm các đảo thấp thường bị ngập bởi thủy triều - trong phần biển Wadden thuộc Cộng hòa Liên bang Đức.
| Số thứ tự | Tên gọi       | Toạ độ                                      | Đặc điểm       | Đặc điểm        | Đặc điểm        |
| --------- | ------------- | ------------------------------------------- | -------------- | --------------- | --------------- |
| Số thứ tự | Tên gọi       | Toạ độ                                      | Chiều dài (km) | Chiều rộng (km) | Diện tích (km²) |
| 1         | Japsand       | 54°34′17″B 8°28′21″Đ / 54,57139°B 8,4725°Đ  | 3,4            | 1,6             | 2,9             |
| 2         | Norderoogsand | 54°31′14″B 8°28′58″Đ / 54,52056°B 8,48278°Đ | 5,5            | 2,7             | 9,4             |
| 3         | Süderoogsand  | 54°26′24″B 8°29′0″Đ / 54,44°B 8,48333°Đ     | 7,0            | 3,7             | 16,6            |

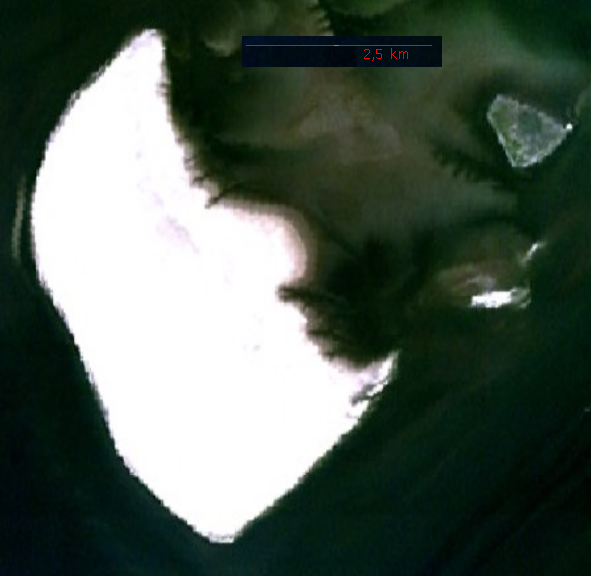
Ảnh vệ tinh chụp Süderoogsand, bãi cát lớn nhất trong nhóm (nguồn: NASA)

Đảo chắn Bắc Frisia hiện vẫn không ngừng dịch dần về phía đông. Trong gần năm mươi năm tính từ năm 1947, diện tích của cả ba bãi cát đều có sự gia tăng dù ở các mức độ rất khác nhau. Các bãi cát đã mất đi 43,5 triệu m² cát ở mặt phía tây trong khi bồi thêm 32,4 triệu m² ở mặt phía đông. Japsand là bãi cát trẻ nhất và nhỏ nhất nhưng đang phát triển và bồi tụ về phía đông nhanh nhất.
| Thống kê bồi tụ cát tại đảo chắn Bắc Frisia (1947-1991) | Thống kê bồi tụ cát tại đảo chắn Bắc Frisia (1947-1991) | Thống kê bồi tụ cát tại đảo chắn Bắc Frisia (1947-1991) | Thống kê bồi tụ cát tại đảo chắn Bắc Frisia (1947-1991) | Thống kê bồi tụ cát tại đảo chắn Bắc Frisia (1947-1991) |
| Năm và mức triều cao trung bình-MTHw (dm)               | 1947 / NN+10                                            | 1967 / NN+11                                            | 1980 / NN+11,6                                          | 1991 / NN+12,2                                          |
| ------------------------------------------------------- | ------------------------------------------------------- | ------------------------------------------------------- | ------------------------------------------------------- | ------------------------------------------------------- |
| Japsand                                                 |                                                         |                                                         |                                                         |                                                         |
| Diện tích (ha)                                          | 199                                                     | 190                                                     | 290                                                     | 297                                                     |
| Thể tích (triệu m3)                                     | 0,111                                                   | 0,242                                                   | 0,415                                                   | 0,766                                                   |
| Độ cao so với MTHw vào thời điểm trung tuần (m)         | 0,06                                                    | 0,13                                                    | 0,14                                                    | 0,26                                                    |
| Norderoogsand                                           |                                                         |                                                         |                                                         |                                                         |
| Diện tích (ha)                                          | 829                                                     | 904                                                     | 908                                                     | 897                                                     |
| Thể tích (triệu m3)                                     | 1,648                                                   | 2,029                                                   | 2,279                                                   | 2,077                                                   |
| Độ cao so với MTHw vào thời điểm trung tuần (m)         | 0,20                                                    | 0,22                                                    | 0,25                                                    | 0,23                                                    |
| Süderoogsand                                            |                                                         |                                                         |                                                         |                                                         |
| Diện tích (ha)                                          | 1.462                                                   | 1.629                                                   | 1.603                                                   | 1.537                                                   |
| Thể tích (triệu m3)                                     | 4,261                                                   | 5,420                                                   | 4,816                                                   | 4,878                                                   |
| Độ cao so với MTHw vào thời điểm trung tuần (m)         | 0,29                                                    | 0,33                                                    | 0,30                                                    | 0,32                                                    |

Ghi chú
- MTHw: Mittleres Tidehochwasser
- NN: mực nước trung bình biển Bắc.

## Sinh thái
Ba bãi cát hầu như chưa bị con người xâm hại này đóng vai trò quan trọng đối với hệ sinh thái, giúp chắn sóng và bảo vệ các bãi lầy triều và đảo phía đông. Vào mùa hè, gió thổi cát thành từng đụn có thể cao đến vài mét. Có một số loài thực vật tạm thời phát triển tại đây như thực vật thuộc chi Elytrigia. Các loài chim di trú cũng đến đây nghỉ ngơi. Ba bãi cát này thuộc vùng lõi của khu bảo tồn mang tên Vườn quốc gia biển Wadden Schleswig-Holstein.

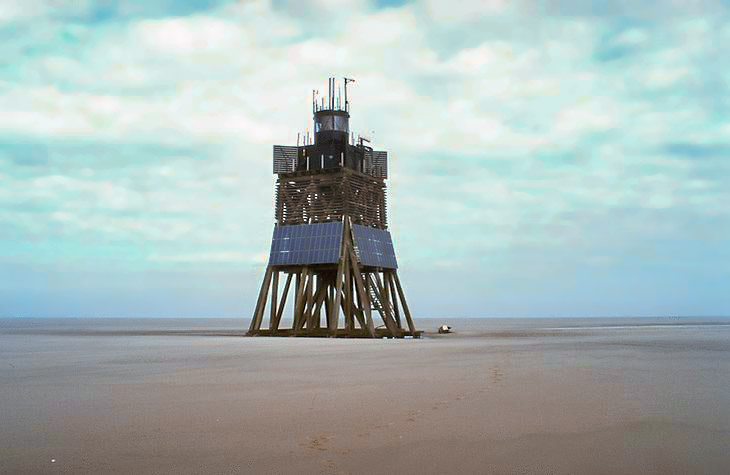
Đèn biển trên Süderoogsand

## Hoạt động của con người
Năm 1985, người ta xây dựng một ngọn đèn biển cao 19 m và hoạt động nhờ năng lượng mặt trời trên Süderoogsand. Tuy nhiên, Nordfriesische Außensände không phải là lãnh thổ hay khu chưa hợp nhất của Đức. Tên của các bãi cát này không xuất hiện trong thống kê sử dụng đất của bang Schleswig-Holstein và của Cộng hoà Liên bang Đức.